# Yevgueni Pliúshchenko
Yevgueni Víktorovich Pliúshchenko, nombrado deportivamente con la transliteración inglesa Evgeni Plushenko (ruso: Евгений Викторович Плющенко) (n. Sólnechny, Krai de Jabárovsk, Unión Soviética, 3 de noviembre de 1982) es un patinador de origen soviético retirado y actual entrenador de patinaje artístico mixto, ocho veces campeón de su país, siete veces campeón europeo, tres veces campeón mundial, campeón olímpico absoluto en los Juegos Olímpicos de Turín 2006 (individual), campeón olímpico en los Juegos Olímpicos de Sochi 2014 (equipos), dos veces subcampeón olímpico individual (Salt Lake City 2002- Vancouver 2010)  y cuatro veces medalla de oro en la final del Grand Prix de patinaje artístico sobre hielo. Es considerado uno de los patinadores más grandes en la historia.

## Biografía

### Primeros años
Yevgueni Pliúshchenko empezó a patinar a los cuatro años de edad. Cuando tenía once años, la pista de hielo donde Yevgueni entrenaba en Volgogrado cerró. Posteriormente, fue enviado a San Petersburgo para entrenar bajo la tutela de Alekséi Mishin. 
Pliúshchenko realizó rápidos progresos en la escena internacional bajo la dirección de Mishin. A los catorce años ganó el Campeonato Mundial Júnior de Patinaje Artístico de 1997. Al año siguiente, a los 15, terminó tercero en el Campeonato Mundial de Patinaje Artístico superior. En ese momento, Mishin también entrenaba a Alekséi Yagudin, que ganó el Campeonato del Mundo en 1998. A partir de entonces, Yagudin y Pliúshchenko desarrollaron una feroz rivalidad que continuó a lo largo de los años, ya que en repetidas ocasiones ambos patinadores eran favoritos para los principales títulos. En 2001 en Vancouver, Canadá, Pliúshchenko ganó su primer campeonato mundial.

### Juegos Olímpicos de 2002
En los Juegos Olímpicos de Salt Lake City 2002, Pliúshchenko y Yagudin eran los principales contendientes por el título. Yagudin realizó un excelente programa corto terminó en primer lugar. Pliúshchenko, sufrió una caída cuando realizaba su combinación cuádruple-triple y finalizó cuarto. En la sección de patinaje libre ascendió al segundo lugar en la clasificación general, mientras que Yagudin ganó la medalla de oro con las puntuaciones más altas en la historia de la competición olímpica.

### Período 2002 - 2006
Después de la retirada de Yagudin del patinaje deportivo, Pliúshchenko ganó la mayoría de las competiciones en las que participó en los siguientes dos años. Obtuvo otros dos títulos mundiales: en Campeonato Mundial de Patinaje Artístico sobre Hielo de 2003, en Washington, Estados Unidos a pesar de serias dificultades técnicas en sus saltos y piruetas; y en Campeonato Mundial de Patinaje Artístico sobre Hielo de 2004 en Dortmund, Alemania,  donde Pliúshchenko triunfó sobre el francés Brian Joubert en una decisión casi unánime a pesar de sufrir una caída. Solo terminó segundo frente a Emanuel Sandhu en la final del Grand Prix de 2003 y en el Campeonato Europeo de 2004, en el que le arrebató el título Brian Joubert.
En la temporada 2005/2006, se vio obligado a retirarse del Campeonato Mundial en Moscú tras sufrir una lesión en el programa corto, y tampoco pudo competir en la final del Grand Prix, tras operarse en Múnich, Alemania, en la primavera de 2005. El 18 de junio de 2005, se casó con Mariya Yermak en una lujosa ceremonia celebrada en el Hotel Astoria, en San Petersburgo. Su esposa realizó estudios de Sociología en la Universidad de San Petersburgo. Su primer hijo, Yegor Yevgénievich, (originalmente Kristián) nació el 15 de junio de 2006. 
En los Juegos Olímpicos de Invierno de 2006 en Turín, Italia, Pliúshchenko realizó dos sólidos programas y se consagró campeón olímpico. Terminó el programa corto con diez puntos por delante de su más cercano rival y estableció sendas plusmarcas en el programa corto y en el programa libre.

### Período 2006 - 2014

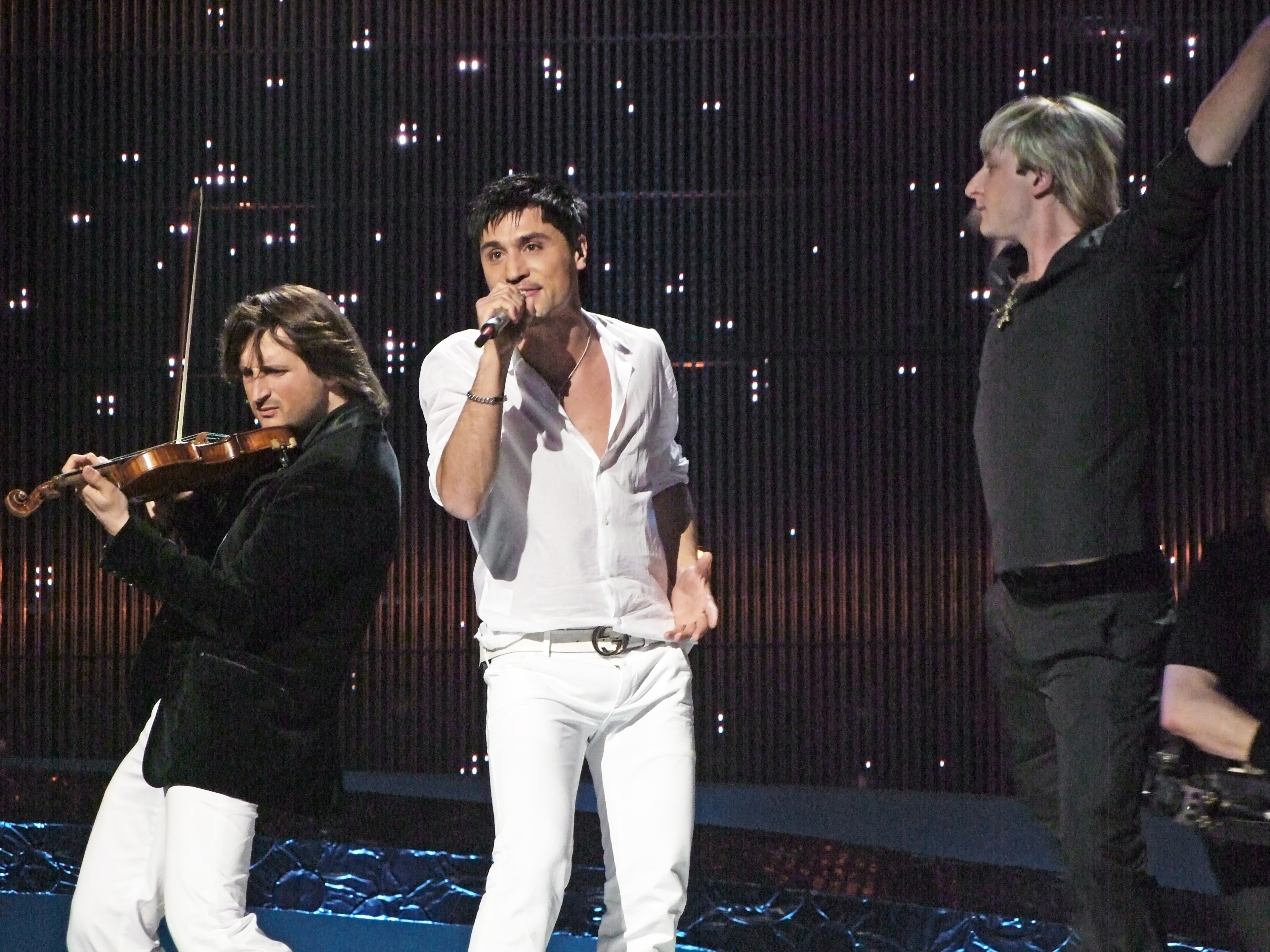
Pliúshchenko apoyó a Dima Bilán y al violinista Edvin Marton para darle la victoria a Rusia en Eurovisión 2008

Pliúshchenko decidió no participar en las competiciones de patinaje artístico de la temporada 2006/2007 para descansar y recuperarse de las lesiones de rodilla que le habían afectado en el pasado.
Al ver los malos resultados de los patinadores rusos en esta temporada, la peor para el país desde 1960, Pliúshchenko se preocupó por la pérdida de la influencia de Rusia en el patinaje artístico, y por la perspectiva de perder puestos en los Juegos Olímpicos de Invierno de 2010. En abril de 2007, anunció su decisión de regresar a las competiciones de patinaje y finalmente, regresó en la temporada 2008/2009. En 2008, patinó durante la actuación de Rusia en el Festival de Eurovisión junto al cantante Dima Bilán, ganador del certamen y al virtuoso violinista Edvin Marton.
En los Juegos Olímpicos de Vancouver, a pesar de patinar sin errores tanto en el programa corto como en el programa libre, solo pudo lograr la medalla de plata, hecho que provocó gran cantidad de opiniones opuestas.[cita requerida]
En la temporada 2011/2012 decidió volver a competir, ganando de nuevo el Campeonato Nacional de Rusia y en Campeonato Europeo, donde consiguió su mejor puntuación total hasta la fecha, casi 15 puntos por encima del segundo clasificado, a pesar de una lesión en la rodilla. Pliúshchenko tuvo que operarse de esta rodilla tras los campeonatos, lo que impidió su participación en el Campeonato mundial de esta temporada. En la temporada siguiente ganó en el Campeonato Nacional de Rusia a pesar de problemas el la espalda. En el Campeonato Europeo de 2013 acabó sexto en el programa corto y se lesionó de nuevo la espalda, por lo que no patinó el programa libre. La lesión impidió su participación en el Campeonato Mundial. Tras una operación en la espalda durante el verano de 2013, volvió a la competición en el Campeonato de Rusia, donde Maksim Kovtun lo derrotó; no compitió en el Campeonato Europeo de Budapest, pero fue seleccionado para participar en los Juegos Olímpicos de Sochi. Tomó parte en la competición por equipos, en la que Rusia consiguió la medalla de oro, pero el 13 de febrero de 2014, abandonó su participación en el programa corto del campeonato de patinaje masculino a causa de dolores de espalda y anunció el fin de su carrera deportiva.

### Logros
Los logros técnicos de Pliúshchenko son numerosos. Es uno de los pocos hombres capaz de realizar la pirueta Biellmann. Fue el primer patinador en el mundo en llevar a cabo una combinación cuádruple toe loop-triple toe loop-doble loop jump (4-3-2) en competición, en el Trofeo NHK de 1999.
Fue también el primer patinador en realizar la combinación cuádruple toe loop-triple toe loop-triple loop (4-3-3) en competición, en la Copa de Rusia de 2002. Pliúshchenko es también el primer patinador en realizar la combinación triple toe loop-triple toe loop-triple loop-double loop, en la Gala Ard de 2005. Se estima que ha realizado un total de unos 100 saltos cuádruples en competición. También ha aterrizado bucles y lutzes cuádruples en prácticas de entrenamiento, pero nunca en competición. 
A la edad de dieciséis años, Pliúshchenko  recibió una puntuación perfecta de 6,0, a la edad más temprana en el patinaje individual masculino. Recibió un total de setenta y cinco 6,0 antes de que introducirse el nuevo sistema de código de puntos.